# دايفيد ستيوارت
دايفيد ستيوارت (بالإنجليزية: David Stewart)‏ (11 مارس 1947 غلاسكو المملكة المتحدة - ) هو لاعب كرة قدم بريطاني لعب كحارس مرمى.

## روابط خارجية
- دايفيد ستيوارت على موقع الاتحاد الإسكتلندي (الإنجليزية)
- دايفيد ستيوارت على موقع قاعدة بيانات كرة القدم.إي يو (الإنجليزية)
- دايفيد ستيوارت على موقع ناشيونال فوتبول تيمز (الإنجليزية)
- دايفيد ستيوارت على موقع عالم كرة القدم.نت (الإنجليزية)